# 26è Festival Internacional de Cinema de Canes
El 26è Festival Internacional de Cinema de Canes es va dur a terme del 12 al 27 de maig de 1973. La Palma d'Or fou atorgada a The Hireling d'Alan Bridges i Scarecrow de Jerry Schatzberg. En aquest festival es van afegir dues noves seccions no competitives: Étude et documents i Perspectives du Cinéma Français (iniciada per la Societat de directors de cinema francès i que durarà fins al 1991).
El festival va obrir amb Godspell, de David Greene i va tacnar amb Lady Sings the Blues, de Sidney J. Furie. Swastika, un documental de Philippe Mora, va obtenir reaccions negatives i va causar disturbis entre el públic mostrant la vida social i quotidiana d'Adolf Hitler. La montaña sagrada d'Alejandro Jodorowsky, va crear controvèrsia al festival a causa de la seva representació de violència extrema.

## Jurat
Les següents persones foren nomenades per formar part del jurat en l'edició de 1973:
Pel·lícules
- Ingrid Bergman (Suècia) President
- Jean Delannoy (França)
- Lawrence Durrell (UK)
- Rodolfo Echeverria (Espanya)
- Bolesław Michałek (Polònia) (crític)
- François Nourissier (França)
- Leo Pestelli (Itàlia) (periodista)
- Sydney Pollack (USA)
- Robert Rozhdestvensky (URSS) (autor)

Curtmetratges
- Robert Enrico (França) President
- Samuel Lachize (França) (crític)
- Alexandre Marin

## Selecció oficial

### En competició – pel·lícules
Les següents pel·lícules competiren pel Grand Prix International du Festival:
- Ana y los lobos de Carlos Saura
- Belle d'André Delvaux
- La Mort d'un bûcheron de Gilles Carle
- The Effect of Gamma Rays on Man-in-the-Moon Marigolds de Paul Newman
- Electra Glide in Blue de James William Guercio
- La Planète sauvage de René Laloux
- Le Far-West de Jacques Brel
- Godspell de David Greene
- La Grande Bouffe de Marco Ferreri
- The Hireling d'Alan Bridges
- Bisturi, la mafia bianca de Luigi Zampa
- Sanatorium Pod Klepsydrą de Wojciech Jerzy Has
- L'Invitation de Claude Goretta
- Jeremy de Arthur Barron
- Film d'amore e d'anarchia - Ovvero "Stamattina alle 10 in via dei Fiori nella nota casa di tolleranza..." de Lina Wertmüller
- La maman et la putain de Jean Eustache
- Monolog d'Ília Averbakh
- O Lucky Man! de Lindsay Anderson
- Un Amleto di meno de Carmelo Bene
- L'altra imatge d'Antoni Ribas
- Petőfi '73 de Ferenc Kardos
- Scarecrow de Jerry Schatzberg
- A Promessa d'António de Macedo
- Vogliamo i colonnelli de Mario Monicelli

### Pel·lícules fora de competició
Les següents pel·lícules foren seleccionades per ser projectades fora de competició:
- Viskningar och rop d'Ingmar Bergman
- La Nuit Américaine de François Truffaut
- A Doll's House de Joseph Losey
- Future Shock de Alex Grasshoff
- La montaña sagrada d'Alejandro Jodorowsky
- Lady Sings the Blues de Sidney J. Furie
- Lo Païs de Gérard Guérin
- Olivier Messiaen et les Oiseaux de Michel Fano, Denise Tual
- Picasso, Peintre Du Siècle 1900-1973 de Lauro Venturi
- L'Impossible Objet de John Frankenheimer
- Swastika de Philippe Mora
- Visions of Eight de Miloš Forman, Claude Lelouch, Yuri Ozerov, Mai Zetterling, Kon Ichikawa, John Schlesinger, Arthur Penn, Michael Pfleghar
- Wattstax de Mel Stuart
- We Can't Go Home Again de Nicholas Ray

### Curtmetratges en competició
Els següents curtmetratges competien per Palma d'Or al millor curtmetratge:
- Az 1812-es év de Sándor Reisenbüchler
- Balablok de Břetislav Pojar
- Langage du geste de Kamal El Sheikh
- La Ligne de sceaux de Jean-Paul Torok
- Skagen 1972 de Claus Weeke
- Space Boy de Renate Druks[11]
- La Tête d'Emile Bourget

## Seccions paral·leles

### Setmana Internacional dels Crítics
Els següents llargmetratges van ser seleccionats per ser projectats per a la dotzena Setmana de la Crítica (12e Semaine de la Critique):
- Le Charbonnier de Mohamed Bouamari (Algèria)
- Gaki zoshi de Yoichi Takabayashi (Japó)
- Ganja & Hess de Bill Gunn (Estats Units)
- Kashima Paradise de Yann Le Masson, Bénie Deswarte (França)
- Ya no basta con rezar d'Aldo Francia (Xile)
- Vivre ensemble d'Anna Karina (França)
- Non ho tempo d'Ansano Giannarelli (Itàlia)
- Nunta de piatră de Mircea Veroiu, Dan Pita (Romania)

### Quinzena dels directors
Les següents pel·lícules foren exhibides en la Quinzena dels directors de 1973 (Quinzaine des Réalizateurs):
- Aguirre, der Zorn Gottes de Werner Herzog (RFA)
- Al Asfour de Youssef Chahine (Egipte)
- Toda Nudez Sera Castigada d'Arnaldo Jabor (Brasil)
- La villeggiatura de Marco Leto (Itàlia)
- La città del sole de Gianni Amelio (Itàlia)
- Kaigenrei de Yoshishige Yoshida (Japó)
- Meres tou '36 de Theo Angelopoulos (Grècia)
- Desaster de Reinhard Hauff (RFA)
- Drustvena Igra de Srdjan Karanovic (Iugoslàvia)
- El Cambio d'Alfredo Joskowicz (Mèxico)
- Farlige Kys de Henrik Stangerup (Dinamarca)
- Hannibal de Xavier Koller (Suïssa)
- Geschichtsunterricht de Jean-Marie Straub, Danièle Huillet (RFA)
- Bel ordure de Jean Marboeuf (França)
- Metamorfosis del jefe de la policía política d'Helvio Soto (Xile)
- Payday de Daryl Duke (Estats Units)
- Fotográfia de Pal Zolnay (Hongria)
- Quem é Beta? de Nelson Pereira Dos Santos (Brasil)
- Réjeanne Padovani de Denys Arcand (Canadà)
- Some Call It Loving de James B. Harris (Estats Units)
- Slonce wschodzi raz na dzien de Henryk Kluba (Polònia)
- Touki Bouki de Djibril Diop Mambety (Senegal)
- Une saison dans la vie d'Emmanuel de Claude Weisz (França)
- La vita in gioco de Gianfranco Mingozzi (Itàlia)
- Wedding in White de William Fruet (Canadà)
- Zwartziek de Jacob Bijl (Països Baixos)

Curtmetratges
- Ein Leben de Herbert Schramm (RFA)
- El hombre que va a misa de Bernardo Borenholtz (Argentina)
- Ermitage de Carmelo Bene (Itàlia)
- Fil a fil de Christian Paureilhe (França)
- Grey City de Farshid Meshgali (Iran)
- Introduction a la musique d'accompagnement de Jean-Marie Straub, Danièle Huillet (RFA)
- L'audition de Jean-François Dion (França)
- La version originelle de Paul Dopff (França)
- Le lapin chasseur de Thomas Lehestre (França)
- Le soldat et les trois sœurs de Pascal Aubier (França)
- Le travail du comédien d'Atahualpa Lichy (França)
- Le ventriloque de Carmelo Bene (Itàlia)
- Moc de Vlatko Gilic (Iugoslàvia)
- Pourquoi de Jean-Denis Berenbaum (França)
- Rendez-vous romantique de Michka Gorki (França)
- Simplexes de Claude Huhardeaux (França)
- Take Off de Gunvor Nelson (Estats Units)
- Zastave de Zoran Jovanovic (Iugoslàvia)

## Premis

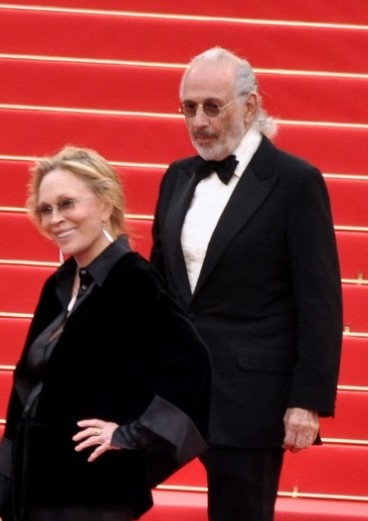
Jerry Schatzberg (amb Faye Dunaway), guanyador del Grand Prix

### Premis oficials
Els guardonats en les seccions oficials de 1973 foren:
- Grand Prix du Festival International du Film:
  - The Hireling d'Alan Bridges
  - Scarecrow de Jerry Schatzberg
- Grand Prix Spécial du Jury: La maman et la putain de Jean Eustache
- Millor actriu: Joanne Woodward per The Effect of Gamma Rays on Man-in-the-Moon Marigolds
- Millor actor: Giancarlo Giannini per Film d'amore e d'anarchia - Ovvero "Stamattina alle 10 in via dei Fiori nella nota casa di tolleranza..."
- Premi del Jurat:
  - Sanatorium Pod Klepsydrą de Wojciech Has
  - L'Invitation de Claude Goretta
- Premi especial: La Planète sauvage de René Laloux
- Millor primer treball: Jeremy d'Arthur Barron

Curtmetratges'
- Grand Prix spécial du Jury:: Balablok de Břetislav Pojar
- Prix spécial du Jury: Az 1812-es év de Sándor Reisenbüchler

### Premis Independents
FIPRESCI
- Premi FIPRESCI:
  - La Grande Bouffe de Marco Ferreri
  - La maman et la putain de Jean Eustache

Commission Supérieure Technique
- Gran Premi Tècnic: Viskningar och rop d'Ingmar Bergman

Premi OCIC
- Scarecrow de Jerry Schatzberg

## Mèdia
- INA: Obertura del festival de Canes (francès)
- INA: Entrevista amb Jerry Schatzberg per Scarecrow (francès),(anglès)